# Main Street Today
Main Street Today ist ein Kriegsdokumentar-Kurzfilm von Edward L. Cahn aus dem Jahr 1944, der für einen Oscar nominiert war.
Ray Collins spielt den Fabrikbesitzer Otis Bird, der in seiner Fabrik kriegswichtiges Material produziert.

## Inhalt
Die Fabrik von Otis Bird stellt Haubitzen her, die kriegswichtig für den Überlebenskampf im Zweiten Weltkrieg sind und als Kernstück für die Artillerie produziert werden. Die militärische Führung möchte, dass die Produktion um 50 Prozent erhöht wird. Bird scheitert jedoch an diesem Produktionsziel, denn für eine dritte Schicht in der Fabrikanlage werden weitere Arbeitskräfte benötigt, die man jedoch nicht hat, da alle qualifizierten Männer entweder zur Armee eingezogen sind oder an anderen Orten arbeiten, wo sie unentbehrlich sind.
Der Film wirft die Frage auf, wo diese zusätzlichen Arbeitskräfte herkommen könnten. Menschen, die man auf der Main Street befragt, wo sich die Fabrik befindet, äußern ihre Meinung und einer von ihnen bringt den Vorschlag ein, dass es doch möglich sein müsste, das gesetzte Ziel zu erreichen, wenn jeder der bereits vorhandenen Arbeiter ein wenig länger und härter arbeiten würde und wenn zusätzlich Frauen, die bisher nicht in einem Arbeitsverhältnis ständen, ebenfalls ihren Beitrag leisten und sich stundenweise zur Verfügung stellen würden. Eine Bürgerversammlung wird einberufen, in der es hoch hergeht. Schließlich sind sich aber alle einig, dass Otis Bird Frauen einstellen wird, die ihren Teil dazu beitragen wollen, die Soldaten mit kriegswichtigem Material zu unterstützen, sodass der Krieg schnell und siegreich beendet werden könne.

## Auszeichnung
Jerry Bresler und Herbert Moulton waren mit dem Film auf der Oscarverleihung 1945 für einen Oscar in der Kategorie „Bester Kurzfilm“ (2 Filmrollen) nominiert, die Auszeichnung ging jedoch an Gordon Hollingshead und den Film I Won’t Play!.

## Weitere Darsteller
– in alphabetischer Reihenfolge –
- Stanley Andrews: Mitglied der Bürgerkonferenz
- Morris Ankrum: Mayor Charlie Maxwell
- John Butler: Kahlköpfiger auf der Bürgerkonferenz
- George M. Carleton: Store-Inhaber
- Mary Currier: Mrs. Hunter
- Robert Dudley: Frank Hostetter
- William Forrest: Geschäftsmann
- Herbert Heyes: General
- Stuart Holmes, Lew Kelly, Colin Kenny, Mike Lally, Bert Moorhouse: Bürger auf der Gemeindeversammlung
- Ruth Lee: Helen
- Howard M. Mitchell: Frank Victor, Krämer
- Forbes Murray: Geschäftsmann
- Walter Soderling: Banker auf der Bürgerkonferenz
- William Tannen: Vertreter des Verkehrsministeriums
- Larry Wheat: Mann vom Bürgerkomitee